# Shlohmo
Henry Laufer, più noto con lo pseudonimo Shlohmo (Los Angeles, 3 gennaio 1990), è un musicista statunitense.
Shlohmo è uno dei membri fondatori di Wedidit. Ha collaborato con How to Dress Well e ha remixato tracce di Robot Koch, Tomas Barfod e LOL Boys.

## Discografia

### Album in studio
- Bad Vibes (2011)
- Dark Red (2015)
- The End (2019)

### EP
- Shlo-Fi (2009)
- Shlomoshun (2010)
- Camping (2010)
- Places (2011)
- Vacation (2012)
- Laid Out (2013)
- No More (2014) con Jeremih

### Singoli
- Sippy Cup b/w Post Atmosphere (Baths Remix) (2010)
- Places b/w Seriously (2011)
- Bo Peep (Do U Right) (2013) with Jeremih
- No More (2013) with Jeremih

### Produzioni
- Robot Koch - "Gorom Sen (Shlohmo Remix)" da Death Star Droid Remix EP (2010)
- Gonjasufi - "Change (Shlohmo Remix)" da The Caliph's Tea Party (2010)
- Comfort Fit - "Sky Raper (Shlohmo Remix)" (2010)
- Flash Bang Grenada - "Hyperbolic" da 10 Haters (2011)
- Salva - "Yellobone (Shlohmo + 2KWTVR Remix)" da Yellobone (2011)
- Tomas Barfod - "Broken Glass (Shlohmo Remix)" (2011)
- LOL Boys - "Changes (Shlohmo Remix)" da Changes (2012)
- Flume - "Sleepless (Shlohmo Remix)" (2012)
- Ryan Hemsworth - "Colour & Movement (Shlohmo Remix)" da Last Words (2012)
- Haerts - "Wings (Shlohmo Remix)" (2013)
- Banks - "Brain (Prod. Shlohmo)" (2014)
- Perera Elsewhere - "Light Bulb (Shlohmo Remix)" (2014)